# بيلي كورنيليوس
بيلي كورنيليوس (بالإنجليزية: Billy Cornelius)‏ (1 يناير 1898 في المملكة المتحدة - ) هو مدرب كرة قدم ولاعب كرة قدم بريطاني (وحمل سابقاً جنسية المملكة المتحدة لبريطانيا العظمى وأيرلندا) في مركز الهجوم. لعب مع نادي سيت وأولمبيك أليس وإيريث وبلفيدير ‏.